# Google Brain
Google Brain is een onderzoeksteam dat zich als onderdeel van Google AI bezighoudt met kunstmatige intelligentie. Het team werd opgericht in 2011 door Jeff Dean, Greg Corrado en Andrew Ng. In 2012 werd het eerste resultaat behaald, namelijk het ontwikkelen van een softwarematig neuraal netwerk van 16.000 processors dat in staat bleek zelfstandig het beeld van een kat te herkennen.
Het team heeft onder meer hulpmiddelen ontwikkeld als TensorFlow, een publieke versie voor het samenstellen van neurale netwerken, en andere projecten op het gebied van KI zoals een encryptiesysteem, het verbeteren van afbeeldingen, vertaalhulpmiddelen (Google Translate), medische toepassingen en robotica.
Interviews met leden van Google Brain verschenen in media als Wired, National Public Radio en Big Think.